# Bernard Faÿ
Bernard Faÿ, född 3 april 1893 i Paris, död 31 december 1978 i Tours, var en fransk litteraturhistoriker.
Bernard Faÿ studerade vid Sorbonne och Harvard University och specialiserade sig på komparativ litteraturhistoria. Han var professor vid Columbia University i New York 1920-1922, i Clermont-Ferrand 1923–1931 och var 1932–1940 professor i Förenta staternas kulturhistoria vid Collège de France och 1940–1945 chef för Bibliothèque nationale de France i Paris. Faÿ utgav bland annat L’esprit révolutionnaire en France et aux États-Unis (1924), Panorama de la littérature contemporaine (1926), The American Experiment (1929, tillsammans med Avery Claflin), Benjamin Franklin (2 band, 1931), George Washington (1931 på engelska, 1932 fransk utgåva), Roosevelt et son Amérique (1933), La francmaçonnerie et la révolution intellectuelle du XVIII:e siècle (1935, ny utgåva 1942), Civilisation américaine (1939), L'homme, mesure de l'histoire (1939) och L'agonie de l'empereur (1943). Faÿ, som med sympati följde de fascistiska strävandena under mellankrigstiden och gav sitt stöd åt Francisco Franco (Les forces de l'Espagne, 1938), hörde till de franska intellektuella, som samarbetade med tyskarna under dessas ockupation av Frankrike under andra världskriget, vilket medförde att han efter befrielsen fick lämna chefskapet för nationalbiblioteket.